# Gunnar Eriksson (vetenskapshistoriker)
Erik Gunnar Eriksson, född den 13 juli 1931 i Ludvika, död 17 juni 2024 i Hacksta distrikt,  var en svensk vetenskapshistoriker. Han var professor emeritus i idé- och lärdomshistoria vid Uppsala universitet.

## Biografi
Eriksson blev filosofie doktor och docent i idé- och lärdomshistoria vid Uppsala universitet 1962. Han utsågs 1970 till förste innehavare av en nyinrättad lärostol i idéhistoria vid Umeå universitet. År 1981 efterträdde han sin föregående år avlidne lärare Sten Lindroth på den Carlbergska professuren vid Uppsala universitet, som han innehade fram till pensioneringen 1996.
Erikssons tidiga publikationer behandlade huvudsakligen den svenska botanikens historia. Doktorsavhandlingen 1962 behandlade Elias Fries och den romantiska biologin, och 1969 publicerade han ett stort arbete om botanikens historia i Sverige. Han har publicerat flera större arbeten om Olof Rudbeck den äldre, däribland en monumental biografi utgiven i samband med 300-årsminnet av Rudbecks död 2002. I Svenskt biografiskt lexikon medverkade han med en rad artiklar, bland annat om Carl von Linné och om sin företrädare som professor, Sten Lindroth.
Han var 1980–1990 redaktör för Lärdomshistoriska samfundets årsbok Lychnos.
Eriksson invaldes 1980 i Vitterhetsakademien och var ledamot av Kungliga Vetenskapsakademien.